# Дуглас (Мічиган)
Дуглас (англ. Douglas) — місто (англ. city) в США, в окрузі Аллеган штату Мічиган. Населення — 1378 осіб (2020).

## Географія
Дуглас розташований за координатами 42°38′20″ пн. ш. 86°12′27″ зх. д. / 42.63889° пн. ш. 86.20750° зх. д. (42.638926, -86.207604).  За даними Бюро перепису населення США в 2010 році місто мало площу 5,10 км², з яких 4,52 км² — суходіл та 0,58 км² — водойми.

## Демографія
Згідно з переписом 2010 року, у місті мешкали 1232 особи в 645 домогосподарствах у складі 279 родин. Густота населення становила 241 особа/км².  Було 1075 помешкань (211/км²).
Расовий склад населення:
| - 97,2 % — білих - 0,6 % — чорних або афроамериканців - 0,2 % — корінних американців - 0,2 % — азіатів |

До двох чи більше рас належало 0,9 %. Частка іспаномовних становила 3,7 % від усіх жителів.
За віковим діапазоном населення розподілялося таким чином: 14,0 % — особи молодші 18 років, 60,0 % — особи у віці 18—64 років, 26,0 % — особи у віці 65 років та старші. Медіана віку мешканця становила 54,3 року. На 100 осіб жіночої статі у місті припадало 100,0 чоловіків;  на 100 жінок у віці від 18 років та старших — 99,4 чоловіків також старших 18 років.
Середній дохід на одне домашнє господарство  становив 58 652 долари США (медіана — 47 431), а середній дохід на одну сім'ю — 75 495 доларів (медіана — 70 417). Медіана доходів становила 50 833 долари для чоловіків та 36 875 доларів для жінок. За межею бідності перебувало 9,1 % осіб, у тому числі 6,8 % дітей у віці до 18 років та 8,9 % осіб у віці 65 років та старших.
Цивільне працевлаштоване населення становило 425 осіб. Основні галузі зайнятості: освіта, охорона здоров'я та соціальна допомога — 17,9 %, виробництво — 14,8 %, мистецтво, розваги та відпочинок — 12,7 %, роздрібна торгівля — 12,5 %.